# Frederikssund Idræts Klub
Frederikssund Idrætsklub er en dansk fodboldklub hjemmehørende i Frederikssund på Nordsjælland. Klubben er stiftet den 10. juni 1898 og spiller sine hjemmekampe på Frederikssund Stadion, Kalvøvej 9, 3600 Frederikssund.
I 2002 blev ungdomsafdelingerne i FIK og den nærliggende klub ORI lagt sammen til FFB - Frederikssund Forenede Boldklubber.
I 2011 spillede Frederikssund IK i 2. division, hvilket er klubbens højeste placering historisk.
I 2019 rykkede Frederikssund op i Danmarkserien, efter at have været fraværende fra denne række siden 2014.
Af professionelle spillere der har spillet i Frederikssund, kan blandt andet nævnes FCN´s Nicklas Strunck.